# سوزان نورا جونسون
سوزان نورا جونسون (بالإنجليزية: Suzanne Nora Johnson)‏ هي محامية أمريكية، ولدت في 14 يونيو 1957 في شيكاغو في الولايات المتحدة.

## وصلات خارجية
- سوزان نورا جونسون على موقع إن إن دي بي (الإنجليزية)